# Premslin
Premslin ist ein Ortsteil der amtsfreien Gemeinde Karstädt im Landkreis Prignitz in Brandenburg. Zu Premslin gehören die bewohnten Gemeindeteile Glövzin und Neu-Premslin.
Der Ort liegt südöstlich des Kernortes Karstädt an der B 5 und an der Kreisstraße K 7029.

## Geschichte

### Eingemeindungen
Am 31. Dezember 2001 wurde Premslin nach Karstädt eingemeindet.

## Sehenswürdigkeiten
In der Liste der Baudenkmale in Karstädt (Prignitz) ist für Premslin die Dorfkirche als einziges Baudenkmal aufgeführt.